# Mappa della metropolitana di New York
La mappa della metropolitana di New York (in inglese New York City Subway map) è un diagramma schematico che rappresenta le linee e le stazioni della metropolitana di New York. La mappa attuale si basa su un disegno del 1979 della Michael Hertz Associates.

## Storia

### Prime mappe

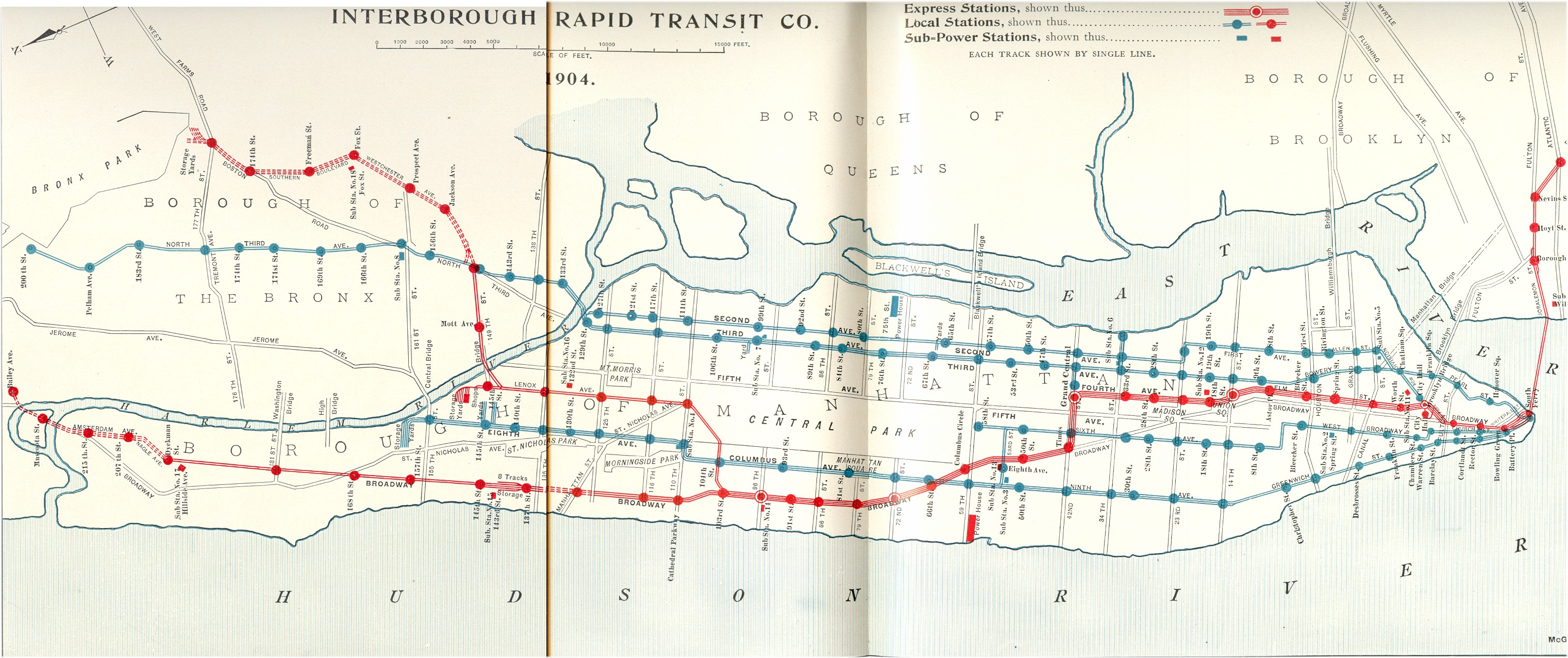
Mappa IRT del 1904.

Le prime mappe utilizzate dall'Interborough Rapid Transit Company (IRT), che aveva iniziato ad operare nel 1904, mostravano sia le linee sotterranee sia quelle in superficie. Nelle mappe dell'IRT, tuttavia, non erano rappresentate le linee gestite dalla Brooklyn-Manhattan Transit Corporation (BMT); al contrario, nelle mappe della BMT non erano rappresentate le linee dell'IRT; tutto questo continuò anche dopo i Dual Contracts, sottoscritti, nel 1913, tra IRT e BMT.
Inoltre, anche nel 1939, un anno prima l'unificazione dell'IRT, della BMT, e dell'Independent Subway System (IND) in un'unica entità, continuavano ad essere stampate mappe che mostravano solo le linee di una società.
Fino al 1958, le varie linee non erano distinte le une dalle altre. Le prime mappe erano esteticamente più gradevoli, ma erano geograficamente più imprecise rispetto alle attuali. La mappa dell'italiano Massimo Vignelli, che fu utilizzata dalla MTA tra il 1972 e il 1979, divenne, da allora, riconosciuta nel mondo del design come un classico moderno; la MTA, tuttavia, la considerava imperfetta per la presenza di elementi geografici.
Nel 1985, con l'eliminazione delle doppie lettere nel nome delle linee, la mappa venne modificata drasticamente; infatti, le varie linee vennero rappresentate con un andamento sempre più circolare e meno dritto, configurazione che persiste ancora oggi. Le trunk lines, ovvero le linee ferroviari principali, vennero riorganizzate, così da essere indicate con un unico colore piuttosto che con più colori, come avveniva nella mappa disegnata da Massimo Vignelli.

### Mappa attuale
Le mappe più recenti non sono geograficamente precise a causa delle complessità del sistema (per esempio, Manhattan è il borough più piccolo ma è anche quello con più linee) ma sono molto utili ai turisti, poiché riportano anche le principali strade della città. Tuttavia, la mappa della metropolitana di New York può essere considerata quasi un'anomalia rispetto alle mappe delle metropolitane di tutto il mondo; essa, infatti, mostra le strade cittadine, i parchi e i quartieri giustapposti a linee della metropolitana curve, mentre nelle altre mappe (come, per esempio, nella mappa della metropolitana di Londra) non vengono mostrate queste caratteristiche e le linee della metropolitana sono dritte con angoli di 45° o 90°.
L'ultima edizione della mappa, entrata in vigore il 27 giugno 2010, possiede le recenti modifiche alle linee e, inoltre, Manhattan è stata ingrandita e Staten Island rimpicciolita. La versione della mappa che rappresenta le linee attive a tarda notte è stata, invece, introdotta il 30 gennaio 2012.
Il 16 settembre 2011, la MTA ha introdotto lo stile creato da Vignelli nella mappa interattiva, chiamata The Weekender, presente nel suo sito web. Come suggerisce il titolo, permette di ottenere informazioni sui lavori previsti, da venerdì sera a lunedì mattina, sia sulle linee sia nelle stazione della metropolitana. L'11 giugno 2012 la MTA ha messo a disposizione un'app basata su questa mappa, inizialmente disponibile solo per i dispositivi che adottano iOS, poi, dal 29 novembre 2012, anche per i dispositivi che adottano Android.
Inoltre, la mappa della metropolitana di New York è stata anche utilizzata per alcune opere artistiche; tra queste opere possiamo ricordare per esempio quelle di Fadeout Design e Alexander Chen.

## Aspetti tecnici

### Colori delle linee
Il colore assegnato ad ogni linea (in inglese nota anche come service) dipende dalla linea ferroviaria principale (in inglese trunk line) utilizzata a Manhattan. Fanno eccezione le tre navette, cui è assegnato il colore grigio ardesia scuro, e la linea G a cui è assegnato un colore diverso (verde lime) poiché è l'unica linea a non attraversare Manhattan.
| Linea ferroviaria principale      | Colore                | Simboli linee |
| --------------------------------- | --------------------- | ------------- |
| Linea BMT Broadway                | Giallo girasole       |               |
| Linea BMT Canarsie                | Grigio ardesia chiaro |               |
| Linea BMT Nassau Street           | terra cotta           |               |
| Linea IND Crosstown               | Verde lime            |               |
| Linea IND Eighth Avenue           | Blu vivido            |               |
| Linea IND Sixth Avenue            | Arancione brillante   |               |
| Linea IRT Broadway-Seventh Avenue | Rosso pomodoro        |               |
| Linea IRT Flushing                | Lampone               |               |
| Linea IRT Lexington Avenue        | Verde mela            |               |
| Navette                           | grigio ardesia scuro  |               |

### Simboli
- linea tratteggiata: linea attiva durante le ore di punta;
- cerchio bianco: stazione servita da tutti i treni;
- cerchio nero: stazione servita solo dai treni che effettuano un servizio locale;
- rombo con all'interno un numero: linea che effettua solo un servizio espresso;
- aereo: stazione con collegamento via bus/treno con un aeroporto;
- sedia a rotelle: stazione accessibile ai portatori di handicap.